# Lijst van voetbalinterlands Algerije - Nigeria (vrouwen)
Deze lijst van voetbalinterlands is een overzicht van alle officiële voetbalinterlands tussen de nationale vrouwenteams van Algerije en Nigeria. De landen hebben tot nu toe tien keer tegen elkaar gespeeld. 

## Wedstrijden
| №  | Plaats     | Datum             | Competitie                          | Wedstrijd          | Uitslag |
| -- | ---------- | ----------------- | ----------------------------------- | ------------------ | ------- |
| 1  | Germiston  | 19 september 2004 | Afrikaans kampioenschap 2004        | Nigeria − Algerije | 4 − 0   |
| 2  | Warri      | 31 oktober 2006   | Afrikaans kampioenschap 2006        | Algerije − Nigeria | 0 − 6   |
| 3  | Tipaza     | 3 juni 2007       | Olympische Spelen 2008 kwalificatie | Algerije − Nigeria | 1 − 0   |
| 4  | Abuja      | 17 juni 2007      | Olympische Spelen 2008 kwalificatie | Nigeria − Algerije | 6 − 0   |
| 5  | Algiers    | 21 juli 2007      | Vriendschappelijk                   | Nigeria − Algerije | 5 − 0   |
| 6  | Blida      | 28 augustus 2019  | Olympische Spelen 2020 kwalificatie | Algerije − Nigeria | 0 − 2   |
| 7  | Lagos      | 3 september 2019  | Olympische Spelen 2020 kwalificatie | Nigeria − Algerije | 1 − 0   |
| 8  | Lagos      | 26 oktober 2024   | Vriendschappelijk                   | Nigeria − Algerije | 2 − 0   |
| 9  | Lagos      | 29 oktober 2024   | Vriendschappelijk                   | Nigeria − Algerije | 4 − 1   |
| 10 | Casablanca | 13 juli 2025      | Afrikaans kampioenschap 2025        | Algerije − Nigeria | 0 − 0   |

## Samenvatting
| Competitie                     | Totaal gespeeld | Winst Algerije | Gelijk | Winst Nigeria | Doelsaldo Algerije – Nigeria |
| ------------------------------ | --------------- | -------------- | ------ | ------------- | ---------------------------- |
| Olympische Spelen kwalificatie | 4               | 1              | 0      | 3             | 1 − 9                        |
| Afrikaans kampioenschap        | 3               | 0              | 1      | 2             | 0 − 10                       |
| Vriendschappelijk              | 3               | 0              | 0      | 3             | 1 − 11                       |
| Totaal                         | 10              | 1              | 1      | 8             | 2 − 30                       |